# Giovanna Bonanno
Pour les articles homonymes, voir Bonanno.
Giovanna Bonanno (née à Palerme vers 1713 et morte exécutée dans la même ville le 30 juillet 1789) est une prétendue sorcière et empoisonneuse italienne connue comme « la vecchia dell'aceto » (« La vieille dame au vinaigre »).

## Biographie
Les informations concernant Giovanna Bonanno sont rares. Elle serait Anna Panto, une femme mentionnée en 1744, comme étant l'épouse d'un certain Vincenzo Bonanno. Elle est mendiante à Palerme en Sicile, sous le règne de Domenico Caracciolo, vice-Roi de Sicile (1781-1786). Lors de son procès, elle avoue être une empoisonneuse et d'avoir vendu un poison à des femmes qui voulaient assassiner leur mari. Le processus est le suivant : la première dose sert à provoquer des douleurs à l'estomac, la seconde le mène à l'hôpital, et la troisième le tue. Le médecin est incapable de déterminer la cause du décès. Dans le quartier Ziza de Palerme, plusieurs cas suspects sont détectés. La femme d'un boulanger, un noble ayant perdu sa fortune familiale, et une femme de boulanger ayant une liaison avec un jardinier. Tous sont malades sans raison apparente.
Mais Maria Pitarra, une amie de Bonanno, découvre qu'une dose de poison est destinée au fils d'une amie, et décide de l'avertir. Celle-ci passe à son tour une commande de poison à Giovanna Bonanno et quand celle-ci effectue la livraison, elle la fait arrêter. Son procès s'ouvre en octobre 1788. Giovanna Bonanno est accusée de sorcellerie. Des apothicaires qui ont vendu ses potions sont appelés à témoigner. Condamnée, elle est exécutée par pendaison le 30 juillet 1789.
Le terme aceto, qui est du vinaigre désigne le poison, un mélange de vin blanc, d'arsenic et de vinaigre utilisé comme remède contre les poux. À l'époque, il était indétectable.